# L'infern
L'Infern és una pel·lícula dirigida per Danis Tanović i produïda per Marion Hänsel, estrenada l'any 2005. Ha estat doblada al català.

## Argument
A París, als anys 1980, un home alliberat de la presó és rebutjat per la seva dona. Em un atac de nervis, la copeja salvatgement, a continuació es tira per la finestra davant les seves tres filles. Avui, Sophie, Céline i Anne, les tres germanes ja adultes, viuen cadascuna la seva vida. L'enllaç familiar s'ha trencat. Sophie, la gran, està casada amb Pierre, un fotògraf amb que ha tingut dos fills. La parella dubta. Céline, soltera, és l'única a ocupar-se de la mare impotent que és en una residència d'avis. Anne, estudiant d'arquitectura, té una relació passional amb Frédéric, un dels seus professors. Un jove entra en contacte amb Céline. Sébastien, ple d'encant, sembla voler seduir-la. La revelació que li fa, apropa les tres germanes, permetent acceptar el seu passat i potser gosar viure plenament.

## Repartiment
- Emmanuelle Béart: Sophie
- Karin Viard: Céline
- Marie Gillain: Anne
- Guillaume Canet: Sébastien
- Jacques Gamblin: Pierre
- Jacques Perrin: Frédéric
- Carole Bouquet: La mare
- Miki Manojlović: El pare
- Jean Rochefort: Louis
- Maryam d'Abo: Julie
- Gaëlle Bona: Joséphine
- Georges Siatidis: L'interventor del tren
- Véronique Barrault: Una professora
- Louis-Marie Audubert: El conserge del hotel
- Serge-Henri Valcke: El llibreter
- Tiffany Tougard: Céline, de nena
- Marie Loboda: Sophie, de nena

## Al voltant de la pel·lícula
- Emmanuelle Béart ja interpreta l'any 1994 un film titulat L'Enfer de Claude Chabrol, sense cap lligam amb el present film.
- El guió és inspirat en el segon lliurament d'un projecte de trilogia de Krzysztof Kieslowski: el Paradís, l'Infern i el Purgatori. La primera part ha estat adaptada sota el títol Heaven pel director alemany Tom Tykwer l'any 2002.
- El film va reunir dos James Bond girls: Carole Bouquet i Maryam d'Abo.
- Crítica: "Tanovic s'obstina en fàcils homenatges a Kieslowski, en un excés de simbologia (...) i fins a en certa retòrica discursiva."[3]